# David Clotet i Roca
David Clotet i Roca (Granollers, 1 de desembre de 1972) és un futbolista català, que ocupa la posició de defensa.

## Trajectòria
Després de jugar amb el Martinenc, passa a la UE Atlètica Gramanet, la qual militava a la Segona B. Clotet destaca en el conjunt colomenc i és fitxat pel València CF per jugar amb el seu filial. Tot i formar part del primer planter valencianista la temporada 94/95, no arribaria mai a debutar amb els de Mestalla, i a l'estiu de 1995 fitxa pel CD Logroñés.
Amb els riojans debuta a la Segona Divisió la temporada 95/96, i a l'any següent, a la màxima categoria. Clotet seria titular els quatre anys que romandria al conjunt de Las Gaunas.
La temporada 99/00 marxa al Rayo Vallecano, la qual cosa suposa el seu retorn a primera divisió, però no comptaria massa al conjunt madrileny. De fet, la temporada 01/02 tan sols juga 47 minuts repartits en 2 partits.
Posteriorment, el defensa jugaria amb el CD Leganés i el Xerez CD a la categoria d'argent, i en el Blanes de les divisions inferiors catalanes.